# 謝爾班卡
46°41′45″N 30°11′21″E / 46.69583°N 30.18917°E

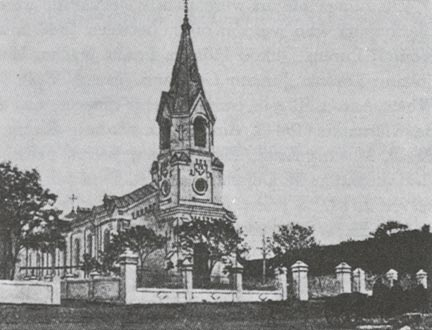

什切爾班卡（羅馬化：Shcherbanka）是位於烏克蘭西南部的村莊，由敖德萨州羅茲迪利納區的利曼斯凱市鎮負責管轄。該村始建於1808年，面積0.9平方公里，海拔高度96米，2001年人口1,426，人口密度每平方公里1,580.93人。